# 레부스

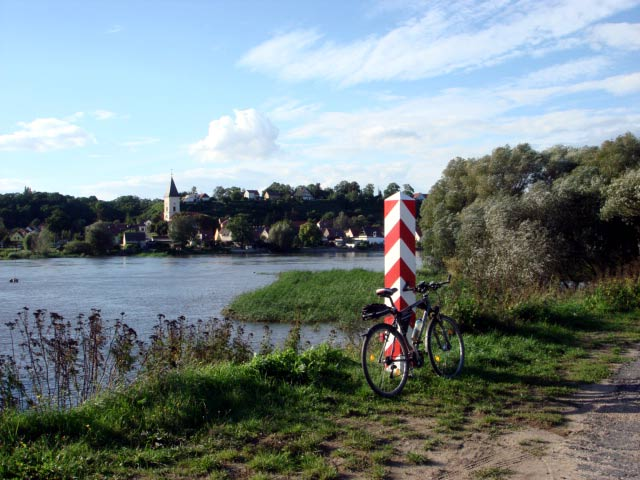
오데르강에서 본 레부스의 모습

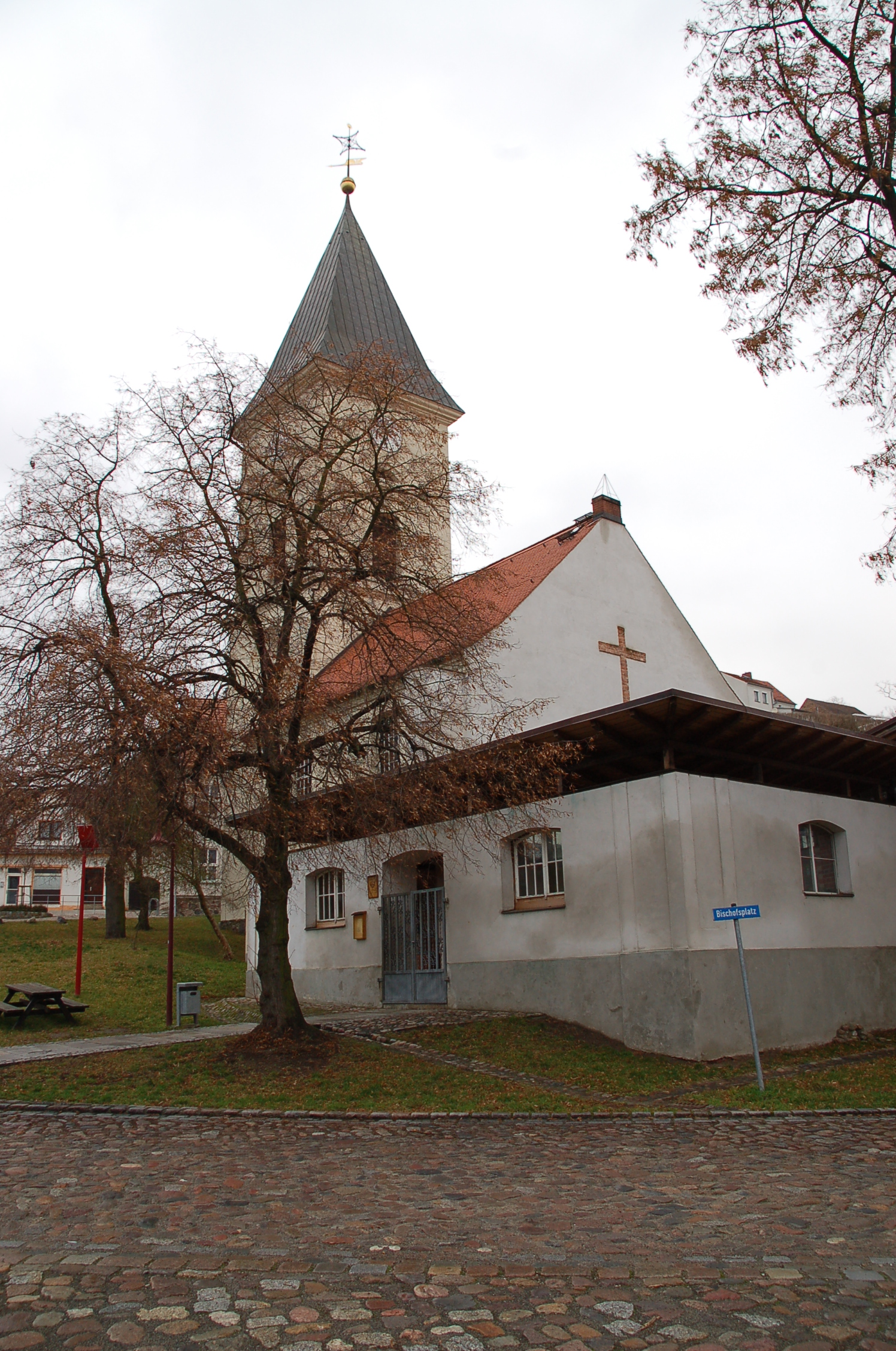
루부시 복음교회

레부스(독일어: Lebus, 폴란드어: Lubusz 루부시[*])는 독일 브란덴부르크주에 위치한 도시로 면적은 54.23km2, 높이는 20m, 인구는 3,145명(2016년 12월 31일 기준), 인구 밀도는 58명/km2이다.

시 문장

## 지리
브란덴부르크 주를 구성하는 구 가운데 하나인 메르키슈오데를란트 구(Märkisch-Oderland)의 남동쪽에 위치하며 오데르강 좌안과 접한다. 폴란드와 국경을 접하고 있고 프랑크푸르트안데어오데르에서 북쪽으로 약 10km 정도 떨어진 곳에 위치한다. 오데르강을 중심으로 형성된 역사적 지역인 루부시의 땅의 중심지로서 폴란드 루부시주의 지명 유래가 된 도시이기도 하다.

## 역사
약 3,000년 전부터 마을이 형성되었으며 7세기경에는 슬라브족 계열의 민족인 폴라비아인이 거주했다. 966년에 폴란드의 미에슈코 1세 공작이 이 곳을 정복하면서부터 폴란드의 지배를 받았고 1125년경에는 폴란드의 볼레스와프 3세 공작에 의해 로마 가톨릭교회 루부시 교구가 설치되었다.
1249년부터 브란덴부르크 변경백국의 지배를 받았으며 1555년에는 루터교의 종교 개혁 조치에 따라 세속화되었다. 1701년부터는 프로이센의 지배를 받았다. 1945년 제2차 세계 대전의 종전과 함께 오데르-나이세선이 형성되면서 독일에 편입되었다.

## 인구
| 연도 | 인구  | ±% p.a. |
| ---- | ----- | ------- |
| 1875 | 3,384 | —       |
| 1890 | 3,407 | +0.05%  |
| 1910 | 2,601 | −1.34%  |
| 1925 | 3,510 | +2.02%  |
| 1933 | 3,398 | −0.40%  |
| 1939 | 3,249 | −0.74%  |
| 1946 | 2,452 | −3.94%  |
| 1950 | 2,862 | +3.94%  |
| 1964 | 2,751 | −0.28%  |
| 1971 | 2,740 | −0.06%  |
| 1981 | 2,425 | −1.21%  |
| 1985 | 2,390 | −0.36%  |
| 1989 | 2,426 | +0.37%  |
| 1990 | 2,425 | −0.04%  |
| 1991 | 2,373 | −2.14%  |
| 1992 | 2,359 | −0.59%  |
| 1993 | 2,361 | +0.08%  |
| 1994 | 2,525 | +6.95%  |
| 1995 | 2,702 | +7.01%  |
| 1996 | 2,824 | +4.52%  |

| 연도 | 인구  | ±% p.a. |
| ---- | ----- | ------- |
| 1997 | 3,001 | +6.27%  |
| 1998 | 3,133 | +4.40%  |
| 1999 | 3,208 | +2.39%  |
| 2000 | 3,301 | +2.90%  |
| 2001 | 3,362 | +1.85%  |
| 2002 | 3,400 | +1.13%  |
| 2003 | 3,424 | +0.71%  |
| 2004 | 3,395 | −0.85%  |
| 2005 | 3,370 | −0.74%  |
| 2006 | 3,346 | −0.71%  |
| 2007 | 3,306 | −1.20%  |
| 2008 | 3,270 | −1.09%  |
| 2009 | 3,243 | −0.83%  |
| 2010 | 3,192 | −1.57%  |
| 2011 | 3,205 | +0.41%  |
| 2012 | 3,197 | −0.25%  |
| 2013 | 3,144 | −1.66%  |
| 2014 | 3,148 | +0.13%  |
| 2015 | 3,146 | −0.06%  |
| 2016 | 3,145 | −0.03%  |